# Пахомов Данило Павлович
Пахомов Данило Павлович (5 серпня 1998) — російський плавець.
Учасник Олімпійських Ігор 2016 року.
Призер Чемпіонату світу з водних видів спорту 2017 року.
Чемпіон світу з плавання на короткій воді 2016 року.
Чемпіон світу з плавання серед юніорів 2015 року.